# Esa Tikkanen
Esa Kalervo Tikkanen (* 25. Januar 1965 in Helsinki) ist ein ehemaliger finnischer Eishockeyspieler und -trainer, der im Verlauf seiner aktiven Karriere zwischen 1985 und 2001 unter anderem 1063 Spiele für die Edmonton Oilers, New York Rangers, St. Louis Blues, New Jersey Devils, Vancouver Canucks, Florida Panthers und Washington Capitals in der National Hockey League auf der Position des linken Flügelstürmers bestritten hat. Während seiner 14 Spielzeiten in der NHL gewann Tikkanen insgesamt fünfmal den Stanley Cup – davon zwischen 1985 und 1990 viermal mit den Edmonton Oilers sowie im Jahr 1994 mit den New York Rangers. Darüber hinaus gewann er als langjähriges Mitglied der finnischen Nationalmannschaft zahlreiche Medaillen bei internationalen Turnieren.

## Karriere
Nach der erfolgreichen Teilnahme an der U20-Junioren-Weltmeisterschaft 1983 wurde Tikkanen, der auch schon zeitweise als Junior in Kanada gespielt hatte, von den Edmonton Oilers beim NHL Entry Draft 1983 in der vierten Runde als 80. gezogen. Der Sprung aus der finnischen Liga von HIFK Helsinki in die NHL gelang ihm jedoch erst im Frühjahr 1985, als er während der Playoffs von den Oilers einberufen wurde und mit ihnen sofort in derselben Saison seinen ersten Stanley Cup gewann. In einem Team mit Wayne Gretzky, Mark Messier und seinem Landsmann Jari Kurri konnte er diesen Erfolg 1987 und 1988 wiederholen. Beim Rendez-vous ’87 gehörte er dem Kader des NHL-Teams an. Nach Gretzkys Weggang half Tikkanen mit, in der Saison 1989/90 zu zeigen, dass die Oilers auch ohne ihren großen Star den Titel gewinnen konnten. Anfang der 1990er-Jahre konnte Tikkanen, der in den 1980er-Jahren regelmäßig zwischen 60 und 80 Scorerpunkten pro Saison erzielte, diese Werte nicht mehr erreichen und so trennten sich die Oilers gegen Ende der Saison 1992/93 von ihm.
Er wechselte zu den New York Rangers, mit denen er in der Saison 1993/94 seinen fünften Stanley Cup eroberte. Streikbedingt startete die Saison 1994/95 deutlich später und Tikkanen spielte bis Saisonbeginn wieder für seinen Stammverein HIFK Helsinki. In die NHL spielte er ab dann für die St. Louis Blues. Von da an war seine NHL-Karriere von Wechseln geprägt. Kurz nach Beginn der Saison 1995/96 gaben die Blues ihn an die New Jersey Devils ab, von wo aus er nach nur neun Spielen zu den Vancouver Canucks wechselte. Zum Ende der darauffolgenden Saison kehrte er zu den New York Rangers zurück. Nach guten Playoffs in New York, bei denen er in 15 Spielen neun Tore erzielte, ging seine Reise weiter zu den Florida Panthers, die ihn aber schon bald an die Washington Capitals abgaben. Seine letzte Station in der NHL waren wieder die New York Rangers, für die er in der Saison 1998/99 noch 33 Spiele absolvierte.
Im Herbst 1999 kehrte er nach Europa zurück. Nach einer Saison bei Jokerit Helsinki in seiner finnischen Heimat und einer weiteren in der Deutschen Eishockey Liga bei den Moskitos Essen beendete er seine aktive Karriere. In der Saison 2004/05 diente Tikkanen der Mannschaft Anyang Halla Winia aus Südkorea gleichzeitig als Spieler und Trainer; in der folgenden Saison wurde er zum Trainer der Frisk Tigers aus Asker in der norwegischen Liga bestellt. Nach einer mehrjährigen Pause fungierte er in der Saison 2010/11 kurzzeitig als Trainer von Jokipojat aus der finnischen Mestis.

### International
Mit der finnischen Nationalmannschaft nahm Tikkanen fünfmal an Weltmeisterschaften teil. Ebenso war er Teilnehmer bei den Canada Cups 1987 und 1991. Bei den  Olympischen Winterspielen 1998 im japanischen Nagano gewann er die Bronzemedaille.

## Erfolge und Auszeichnungen
| - 1983 Finnischer A-Junioren-Meister mit HIFK Helsinki - 1984 Finnischer A-Junioren-Meister mit HIFK Helsinki - 1985 Matti-Keinonen-Trophäe - 1985 Stanley-Cup-Gewinn mit den Edmonton Oilers - 1987 Teilnahme am Rendez-vous ’87 - 1987 Stanley-Cup-Gewinn mit den Edmonton Oilers - 1988 Stanley-Cup-Gewinn mit den Edmonton Oilers | - 1990 Stanley-Cup-Gewinn mit den Edmonton Oilers - 1991 Finnlands Eishockeyspieler des Jahres - 1994 Stanley-Cup-Gewinn mit den New York Rangers - 2000 Finnischer Vizemeister mit Jokerit Helsinki - 2001 DEL All-Star-Team - 2004 Aufnahme in die Finnische Eishockey-Ruhmeshalle |

### International
| - 1983 Silbermedaille bei der U18-Junioren-Europameisterschaft - 1984 Silbermedaille bei der U20-Junioren-Weltmeisterschaft - 1985 All-Star-Team der U20-Junioren-Weltmeisterschaft | - 1998 Bronzemedaille bei den Olympischen Winterspielen - 2000 Bronzemedaille bei der Weltmeisterschaft |

## Karrierestatistik

### International
| Vertrat Finnland bei: - U18-Junioren-Europameisterschaft 1982 - U20-Junioren-Weltmeisterschaft 1983 - U18-Junioren-Europameisterschaft 1983 - U20-Junioren-Weltmeisterschaft 1984 - U20-Junioren-Weltmeisterschaft 1985 - Weltmeisterschaft 1985 - Canada Cup 1987 | - Weltmeisterschaft 1989 - Canada Cup 1991 - Weltmeisterschaft 1993 - Weltmeisterschaft 1996 - Olympischen Winterspielen 1998 - Weltmeisterschaft 2000 | Vertrat die National Hockey League bei: - Rendez-vous ’87 |

(Legende zur Spielerstatistik: Sp oder GP = absolvierte Spiele; T oder G = erzielte Tore; V oder A = erzielte Assists; Pkt oder Pts = erzielte Scorerpunkte; SM oder PIM = erhaltene Strafminuten; +/− = Plus/Minus-Bilanz; PP = erzielte Überzahltore; SH = erzielte Unterzahltore; GW = erzielte Siegtore; 1 Play-downs/Relegation; Kursiv: Statistik nicht vollständig)

## Sonstiges
Besondere Berühmtheit erlangte Tikkanen durch sein fortwährendes schwerverständliches Gebrabbel während der Spiele, das sich aus einer Mischung aus Finnisch, Schwedisch und Englisch zusammensetzte, liebevoll auch „Tiki-Talk“ oder „Tikkanese“ genannt.